# 뤄싱구

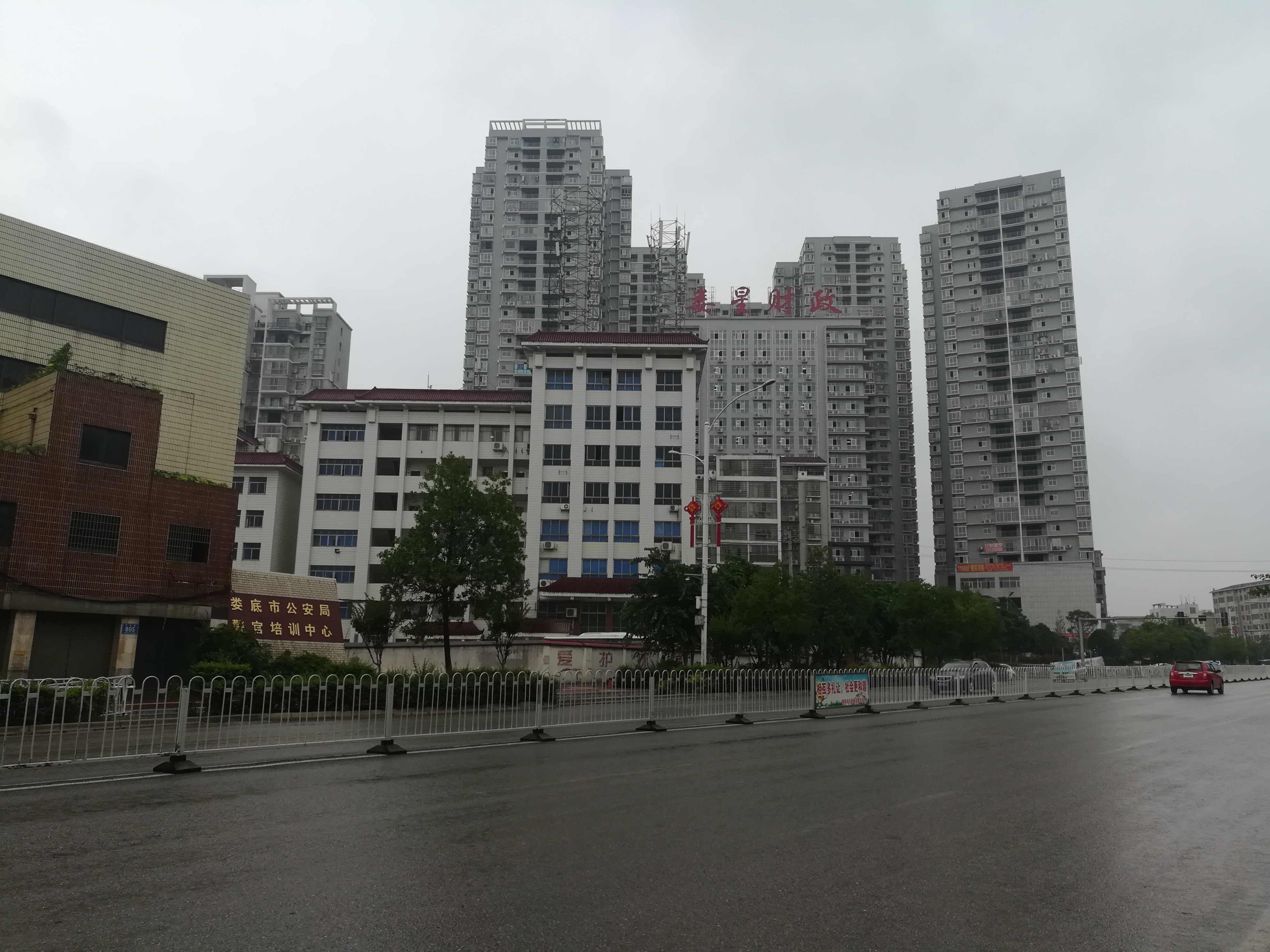

러우싱 구(한국어: 누성구, 중국어: 娄星区, 병음: Lóuxīng Qū)는 중화인민공화국 후난성 러우디 시의 현급 행정구역이다. 넓이는 428km2이고, 인구는 2007년 기준으로 440,000명이다.

## 행정 구역
7개 가도, 3개 진, 4개 향을 관할한다.
- 가도: 乐坪街道, 花山街道, 黄泥塘街道, 长青街道, 大科街道, 涟滨街道, 大埠桥街道.
- 진: 杉山镇, 万宝镇, 茶园镇.
- 향: 百亩乡, 小碧乡, 双江乡, 石井乡.